# Битка при Чиста
Битката при Чиста, още Битката при Люти рид или Битката при Кушница (на гръцки: Μάχη στη Τσιούστη), е битка в Южна Македония по време на Гръцко-турската война от 1897 година.

## Подготовка и план
Когато Гръцко-турската война започва да изглежда неизбежна, изселникът в Кавказ Панайотис Димарас от Врестена разпродава имуществото си и пристига в Атина, където се свързва с гръцката революционна организация Етники Етерия. Създава чета от около 400 души и започва преговори с правителството за подкрепа. На 14 март Димарас се среща с премиера Теодорос Делиянис в къщата му и получава задачата да саботира железопътната линия Дедеагач – Солун, да окупира теснините на Родопите и така да прекъсне комуникацията между Тракия и Македония, за да се предотврати транспортирането на османски войски на юг в Тесалия. С организирането на операцията се заема морският министър Николаос Левидис. След три срещи между Димарас и Левидис, на една от които присъства швейцарският майор Карол Сутер, най-накрая на 25 март 1897 година е решено операцията да бъде прекратена и четата на Димарас да бъде разпусната, тъй като Делиянис вече смята, че задачата е неосъществима. За това самият свидетелства в парламента, на сесията му на 19 март 1902 година. След известно време обаче Делияис променя решението си, призовава отново Димарас и му възлага ръководството на експедиция, с условието да ограничи четата само до 150 души, а останалите 250 души от корпуса да бъдат изпратени за записване в кавалерията. Като място за дебаркиране е определено Елевтерес, близо до Кавала. Планът за действие на четата предвижда още в нощта на дебаркирането с нощен марш и с помощта на водачи от гръцкото село Дрезна да се премине планината Кушница без почивка, да се овладее Кушнишкият манастир, откъдето да се слезе до железопътната гара Ангиста и да се взриви железопътната линия Солун – Константинопол. В случай, че взривяването на линията не е възможно, планът е четата да се укрепи в Кушнишкия манастир и да се защитава, докато гръцките военноморски сили не дойдат и не нахлуят в Югоизточна Македония.
Четата с състои от 146 души, като подкапитани са Янис Велендзас от Евбея и Евстатиос Каравангелис от Трикери. Тя  се установява в артилерийските казарми на 19 март 1897 година. Същия ден военният министър издава спешна заповед, с която нарежда снабдяването на четата със 150 пехотни пушки, 45000 патрона, облекло за 150 души, като освен тази доставка покрива и разходите на четата в пари. Гръцкото правителство взима под наем парахода на Панелинската корабна компания „Ипирос“, а министърът на военните въпроси изпраща телеграфични инструкции до капитана на пристанището на Волос, за да събере и останалите мъже, необходими за операцията. Четата не получава никаква военна подготовка.

## Сражение
Четата потегля с „Ипирос“ от Пирея малко след полунощ на 30 март 1897 година. Спира на Трикери, където се качват помощник-капитана на четата Янис Велендзас, адвокатът К. Цакатурис и навигаторите Евстатиос Каравангелис и Константинос Гарефис. Каравангелис смята, че дебаркирането трябва да стане в пристанището на Порто Лагос, но капитанът на кораба не приема това предложение. Корабът спира в Ореи на Евбея, където е флагманът на гръцкия източен флот под командването на Константинос Сахтурис.
Четата акостира на 4 април 1897 година при Елевтерес. Разделена е на пет взвода, командвани от бивши сержанти в гръцката армия, а за трима командири са определени Димарас, Каравангелис и Велендзас. В продължение на три дни и нощи с помощта на осем водачи от Дрезна достигат до подножието на Кушница (Пангео), под Кушнишкия манастир. Там купуват храна от българин, жител на района, който ги предава на османците. На сутринта на 6 април, част от османската армия, включително конница, подпомогнати от около хиляда души башибозук от района, обкръжават четата на Димарас. В последвалото сражение 60 души загиват, а останалите се разпръсват. Повечето от тях са заловени и екзекутирани. Спасяват се само 9 души, сред които и бъдещият андартски капитан Константинос Гарефис. Димарас е убит от мюфтията на Демирли. Всички мъртви са обезглавени и главите им са разнасяни из кушнишките села, след това са отнесени в Кавала, където след намесата на австрийския консул, по заповед на каймакама са изхвърлени извън града, където местните мюсюлмани ходят да ги разглеждат и сквернят. Ранените, с изключение на двама, които починаха по пътя за Кавала, са отведени в затвор в Кавала, където в продължение на месеци са мъчени. След това са откарани в Цариград с други пленени гръцки войници. Върнати са в Гърция на 11 декември 1897 година с кораба „Тесалия“, след мирния договор.
В 1926 година село Девекли е прекръстено на Каравангелис по името на Статис Каравангелис, а североизточната махала на Демирли (Сидирохори) - Велиджилер носи името Димарас.